# Jim Nisbet
Jim Nisbet (Schenectady, 20 gennaio 1947 – Sausalito, 28 settembre 2022) è stato uno scrittore e poeta statunitense, noto per i suoi romanzi noir, tradotti in varie lingue ma ignorato dal cinema di Hollywood.

## Biografia
Nacque nel gennaio 1947 a Schenectady, nello Stato di New York, e si laureò in lettere presso l'Università della Carolina del Nord. Svolse inizialmente diversi piccoli mestieri (falegname, ebanista, marinaio,) prima di stabilirsi alla fine degli anni '60 a San Francisco dove gestì un'azienda di progettazione e attrezzature per le industrie di post-produzione di videografia. Iniziò anche a scrivere, prima poesie e dal 1981 romanzi thriller. In tutto tredici, ambientati per la maggior parte a San Francisco dove visse per 50 anni nel quartiere Height Asbury con la moglie Carol e i suoi cani.
Nisbet utilizzò le convenzioni del giallo e del noir per supportare una narrazione oscura, cerebrale e straziante, intrisa anche di umorismo e portata in direzioni inaspettate da esuberanti giochi di parole. Fece ricorso a temi di ampio respiro come la vela, la fisica delle particelle, la matematica, l'antica Roma, il jazz moderno e la sottocultura urbana. Molti dei suoi romanzi hard-boiled trattarono di impulsi sessuali travagliati. Così, in The Damned Never Die (1986), uno scrittore privo di ispirazione sogna di uccidere sua moglie. In Il mastino di Ulisse (1992), è raccontata una passione omosessuale nel mitico West americano dei cowboy dove la criminalità era (ed è) alta. In Sotto il segno del rasoio (1997), un ricco produttore di strumenti di tortura per sadomasochisti si è ritrovato al centro di una serie di omicidi.
Come William Bayer, Jim Nisbet mantenne un rapporto speciale con l'editore francese Payot & Rivages e la direzione di François Guérif che lo ha sempre sostenuto e pubblicato. Rifiutato nel 1997 negli Stati Uniti, You Stiffed Me è stato pubblicato da Rivages con il titolo Sous le signe du razor. Verrà pubblicato sul suolo americano nove anni dopo con il titolo The Price of the Ticket.
Tradotti e pubblicati in varie lingue (anche in italiano da Fanucci Editore), non è invece mai stato tratto un film dai suoi romanzi polizieschi.
Nel 2017 lasciò San Francisco per stabilirsi con la moglie a Sausalito, in California. Jim Nisbet morì a Sausalito il 28 settembre 2022, all'età di 75 anni.

## Romanzi
- The Gourmet (1981) AKA The Damned Don’t Die (1986)
- Lethal Injection (1987)
- Death Puppet (1989)
- Ulysses' Dog (1992) AKA The Spider's Cage (2014)
- Sous le signe du razor, (1997), The Price of the Ticket (2006)
- Prelude to a Scream (1997)
- Dark Companion (2004)
- The Syracuse Codex (2004)
- The Octopus on My Head (2007)
- Windward Passage (2010)
- A Moment of Doubt (2010)
- Old & Cold (2012)
- Snitch World (2013)

### Tradotti in italiano
- Cinque i libri pubblicati in Italia da Fanucci Editore: Intenzione letale, Prima di un urlo, I dannati non muoiono, Cattive abitudini, Il burattino.

## Poesie
- Poems for a Lady (1997)
- Gnachos for Bishop Berkeley (1980)
- Morpho (1983)
- Small Apt (1992)
- Across the Tasman Sea (1997)
- Sonnets (2014)

## Altre opere
- Laminating the Conic Frustum (1991)

## Premi e riconoscimenti
- 2010 -  The Windward Passage, The San Franscico Book Festival.
- 2013 - Traversée vent Debout, nominato per il 65º Gran Premio di letteratura poliziesca.